# Jakub Chastan
Św. Jacques Honoré Chastan (ur. 7 października 1803 r. w Marcoux – zm. 21 września 1839 r. w Saenamteo, Korea) – ksiądz katolicki, misjonarz, męczennik, święty Kościoła katolickiego.

## Życiorys
Urodził się w małej wiosce we Francji. Jego rodzice byli prostymi rolnikami. Od chłopięcych lat chciał udać się za granicę, żeby zbawiać dusze. W związku z tym wstąpił do seminarium duchownego. Święcenia kapłańskie przyjął przed Bożym Narodzeniem 1826 r. Udał się na misje do Korei, gdzie pracował razem z ojcem Maubant, który był tam już wcześniej. Podczas prześladowań aresztowano w sierpniu 1839 r. biskupa Imberta. Ponieważ biskup wierzył, że wierni zostaną oszczędzeni, jeżeli ujawnią się wszyscy zagraniczni misjonarze, napisał do ojca Maubanta i Chastana prośbę, żeby oddali się w ręce władz. Misjonarze posłuchali prośby i zostali razem uwięzieni. Przesłuchiwano ich przez 3 dni, żeby wydali nazwiska wiernych. Ponieważ tortury nie przyniosły efektów zostali odesłani do innego więzienia i ścięci 21 września 1839 r. w Saenamteo. Ich ciała były wystawione na widok publiczny przez kilka dni.

## Dzień obchodów
20 września (w grupie 103 męczenników koreańskich)

## Proces beatyfikacyjny i kanonizacyjny
Beatyfikowany 5 lipca 1925 r. przez Piusa XI, kanonizowany 6 maja 1984 r. przez Jana Pawła II w grupie 103 męczenników koreańskich.